# Valeria De Franciscis Bendoni
Valeria De Franciscis Bendoni' (n. 14 de diciembre de 1915, Roma, Italia f. 2014) es una actriz italiana de cine.

## Biografía
Nacida en una familia noble, padre napolitano y madre turinesa. 
En 1981 muere su marido, De Franciscis y en el año 2008, a los 93 años debuta en cine en la película Pranzo di ferragosto de Gianni Di Gregorio, recibe el premio a la mejor actriz Sosterzio d'Argento en el festival de Perugia.
Por Gianni e le donne, es nominada al David di Donatello como mejor actriz secundaria, convirtiéndose en la actriz más longeva que recibió una nominación, tenía entonces 96 años. 

## Filmografía
- Pranzo di ferragosto de Gianni Di Gregorio (2008)
- I mostri oggi de Enrico Oldoini (2009)
- Gianni e le donne de Gianni Di Gregorio (2011)[2]